# I Thunderman in missione
I Thunderman in missione (The Thundermans: Undercover) è una sitcom statunitense, ideata da Jed Spingarn, Sean W. Cunningham e Marc Dworkin e basata sulla serie originale I Thunderman.
La serie va in onda negli Stati Uniti dall'11 gennaio 2025 su Nickelodeon. In Italia, il 5 febbraio 2025, attraverso il promo dedicato alla maratona della vecchia serie, vengono rivelati i doppiatori di Phoebe, Max e Chloe e il titolo della nuova serie in italiano. In Italia la serie va in onda dal 4 marzo 2025 su Nickelodeon.

## Trama
La serie segue le vicende di Phoebe e Max che vengono inviati sotto copertura per affrontare una nuova minaccia nella città costiera di Secret Shores, portando con sé anche Chloe per aiutarla a maneggiare i suoi superpoteri. Nella nuova scuola, dove Max è Vice preside e Phoebe insegnante d'arte, Chloe si fa dei nuovi amici: Jin e Kombucha, a cui deve tenere nascosta la sua vita da supereroe.

## Episodi
| Stagione       | Episodi | Prima TV USA    | Prima TV Italia |
| -------------- | ------- | --------------- | --------------- |
| Prima stagione | 26      | 11 Gennaio 2025 | 4 Marzo 2025    |

## Cast

### Principali
- Kira Kosarin nel ruolo di Phoebe Thunderman, una delle due metà dei Gemelli Twins.[4] Quando è in missione a Secret Shores, Phoebe lavora come insegnante d'arte alla Scuola di Secret Shores nonostante sia negata in arte come mostrato nella serie originale. Possiede il soffio infuocato e quello gelido, la telecinesi e il "senso del tuono".
- Jack Griffo nel ruolo di Max Thunderman, l’altra metà dei Gemelli Thunder.[4] Quando è in missione a Secret Shores, Max lavora come vicepreside alla Scuola di Secret Shores. Essendo il gemello di Phoebe, ha esattamente gli stessi poteri di lei.
- Maya Le Clark nel ruolo di Chloe Thunderman, la sorellina minore di Phoebe e Max, capace di teletrasportarsi.
- Nathan Broxton nel ruolo di Jinx, uno degli amici di Chloe a Secret Shores, incline agli incidenti ma molto veloce nell’imparare a usare diverse tecnologie.
- Kinley Cunningham nel ruolo di Kombucha "Booch", un’amica di Chloe a Secret Shores, una hippy spirituale che vive con la sua famiglia in una yurta sulla spiaggia.

### Ricorrenti
- Daran Norris nel ruolo di Thunderford, assistente virtuale di Max, Phoebe e Chloe nel loro condominio. L'episodio "Alta Marea " ha rivelato che Thunderford era conosciuto come Waterford quando High Tide viveva originariamente nel condominio.
- Dana Snyder è la voce del Dr. Colosso, un supercriminale intrappolato sotto forma di coniglio, di proprietà della famiglia Thunderman. L'episodio "L’amico Steve " rivela che il primo nome del Dr. Colosso è Ebenezer.
  - Joe Echallier, Agnieszka Echallier e Glenn Williams sono i burattinai della forma di coniglio del Dr. Colosso
- Michael Delleva nel ruolo di Wayland, il manager di Splat By-The-Sea

### Comparse
- Chris Tallman nel ruolo di Hank Thunderman, il padre di Phoebe, Max e Chloe, dotato di volo e superforza.
- Rosa Blasi nel ruolo di Barb Thunderman, la madre elettrocinetica di Phoebe, Max e Chloe.
- Diego Velázquez nel ruolo di Billy Thunderman, il fratello di Phoebe, Max e Chloe, dotato di super-velocità.
- Ryan Ochoa nel ruolo di Malware, un supercriminale con un Giga Guanto senziente, deciso ad unirsi alla nuova incarnazione della Lega dei Cattivi guidata da Mastermind.
- Nikolai Witschl e Darin De Paul nel ruolo di Mastermind, un misterioso supercriminale intenzionato a fondare una nuova incarnazione della Lega dei Cattivi a Secret Shores. Witschl interpreta fisicamente il personaggio, mentre De Paul ne presta la voce.
- Daniele Gaither nel ruolo di Super Presidente Kickbutt, la leader della Lega degli Eroi a cui i Thunderman rispondono.
- Helen Hong nel ruolo di Mrs. Wong, la proprietaria del Splatburger, che gestisce anche lo Splat By-The-Sea.
- Jennifer Spence nel ruolo di Preside Taylor, la preside della Scuola di Secret Shores.
- Katrina Reynolds nel ruolo di Adele, la madre di Jinx.
- Toby Berner nel ruolo di Randy, il padre di Kombucha.
- Tony Alcantar nel ruolo di Brain Freeze, un supercriminale a tema gelataio che partecipa alle audizioni per la Lega dei Cattivi di Mastermind; la sua arma induce il "congelamento cerebrale" nelle vittime.
- Audrey Whitby nel ruolo di Cherry Seinfield, la migliore amica di Phoebe, che conserva ancora i suoi poteri a scintille visti nel film reunion.
- Lilimar Hernandez nel ruolo di Kitty Klaw, una supercriminale a tema felino e ladra provetta, dotata di velocità da ghepardo, in cerca di un posto nella Lega dei Cattivi di Mastermind.
- Jessica Marie Garcia nel ruolo di Brenda, una barista sportiva e nuova arrivata a Secret Shores, che Phoebe e Max cercano di fare loro amica.
- Max Malas nel ruolo di Steve, uno studente della Lega degli Eroi con il potere di creare marshmallow e s’more.
- Geno Segers nel ruolo di High Tide, un supereroe acquatico ed ex protettore di Secret Shores, che viveva nel condominio in cui si sono trasferiti Phoebe, Max e Chloe.
- Jeff Meacham nel ruolo di Preside Tad Bradford, il preside della Hiddenville High School.
- Ben Francis nel ruolo di Stardust, un supercriminale al servizio di Mastermind, capace di generare e trasformarsi in polvere.
- Jedidiah Goodacre nel ruolo di Captain Perfect / Peter Perfect, un supereroe dotato di super-agilità, volo con corda e una vasta gamma di gadget. Viene inviato a Secret Shores da Super Presidente Kickbutt per garantire il corretto svolgimento della missione dei Gemelli Tuono.
- Ian Ho nel ruolo di Bryson "B.C." Chance, uno studente temporaneamente ospite a Secret Shores, che fa amicizia con Chloe.
- Christian Lagasse e Sandra Shapiro nel ruolo di Pop e Lock, un ex duo di breakdancer diventati criminali al servizio di Mastermind, specializzati nel combattimento corpo a corpo.
- Ajay Banks nel ruolo di Professor Portal, un supercriminale in grado di generare portali dimensionali.

Anna McNulty comparirà anche come comparsa in un ruolo attualmente sconosciuto.

## Produzione
In seguito al successo di I Thunderman il ritorno, il 16 maggio 2024 è stata annunciata una serie spin-off. Le riprese sono iniziate nell’Agosto 2024 a Vancouver, nella Columbia Britannica. Secondo il registro della Writers Guild of America, la prima stagione è composta da 26 episodi, e i crediti finali dell’ultimo episodio sono stati registrati il 10 gennaio 2025. La serie ha debuttato il 4 marzo 2025 in italia.